# Biegi narciarskie na Mistrzostwach Świata w Narciarstwie Klasycznym 2019 – sprint drużynowy mężczyzn
Sprint drużynowy mężczyzn – jedna z konkurencji rozgrywanych w ramach biegów narciarskich na Mistrzostwach Świata w Narciarstwie Klasycznym 2019. Zawody zostały rozegrane 24 lutego 2019 roku.

## Wyniki

### Półfinały
Z każdego półfinału awansują bezpośrednio dwie najszybsze drużyny. Sześć z najlepszymi czasami z obu biegów awansują jako Lucky Loser.

#### Półfinał 1.
| Miejsce | Nr | Zawodnicy                            | Państwo           | Czas     | Strata   | Uwagi |
| ------- | -- | ------------------------------------ | ----------------- | -------- | -------- | ----- |
| 1.      | 1  | Emil Iversen Johannes Høsflot Klæbo  | Norwegia          | 19:10,80 | –        | Q     |
| 2.      | 3  | Gleb Rietiwych Aleksandr Bolszunow   | Rosja             | 19:12,18 | +1,38    | Q     |
| 3.      | 2  | Oskar Svensson Calle Halfvarsson     | Szwecja           | 19:13,22 | +2,42    | LL    |
| 4.      | 4  | Simi Hamilton Erik Bjornsen          | Stany Zjednoczone | 19:13,39 | +2,59    | LL    |
| 5.      | 8  | Evan Palmer-Charrette Len Väljas     | Kanada            | 19:21,14 | +10,34   | LL    |
| 6.      | 5  | Max Hauke Dominik Baldauf            | Austria           | 19:21,84 | +11,04   | LL    |
| 7.      | 6  | Andrew Young James Clugnet           | Wielka Brytania   | 19:30,52 | +19,72   |       |
| 8.      | 9  | Nikołaj Czebot´ko Dienis Wołotka     | Kazachstan        | 19:36,57 | +25,77   |       |
| 9.      | 7  | Miroslav Rypl Michal Novák           | Czechy            | 19:37,03 | +26,23   |       |
| 10.     | 10 | Raul Mihai Popa Petrică Hogiu        | Rumunia           | 21:04,55 | +1:53,75 |       |
| 11.     | 11 | Andrej Segeč Ján Koristek            | Słowacja          | 21:10,80 | +2:00,00 |       |
| 12.     | 14 | Titouan Serot Thibaut De Marre       | Belgia            | 21:24,14 | +2:13,34 |       |
| 13.     | 12 | Mantas Strolia Tautvydas Strolia     | Litwa             | 21:46,39 | +2:35,59 |       |
| 14.     | 13 | Thomas Hjalmar Westgård Jan Rossiter | Irlandia          | 22:10,88 | +3:00,08 |       |
| LPD.    | 15 | Tue Rømer Joachim Weel Rosbo         | Dania             | —        | —        |       |

#### Półfinał 2.
| Miejsce | Nr | Zawodnicy                                | Państwo       | Czas     | Strata   | Uwagi |
| ------- | -- | ---------------------------------------- | ------------- | -------- | -------- | ----- |
| 1.      | 17 | Iivo Niskanen Ristomatti Hakola          | Finlandia     | 19:14,62 | –        | Q     |
| 2.      | 18 | Richard Jouve Lucas Chanavat             | Francja       | 19:14,68 | +0,06    | Q     |
| 3.      | 16 | Francesco De Fabiani Federico Pellegrino | Włochy        | 19:15,35 | +0,73    | LL    |
| 4.      | 24 | Miha Šimenc Janez Lampič                 | Słowenia      | 19:27,60 | +12,98   | LL    |
| 5.      | 20 | Ueli Schnider Jovian Hediger             | Szwajcaria    | 19:32,10 | +17,48   |       |
| 6.      | 23 | Raido Ränkel Marko Kilp                  | Estonia       | 19:43,80 | +29,18   |       |
| 7.      | 19 | Janosch Brugger Sebastian Eisenlauer     | Niemcy        | 19:47,90 | +33,28   |       |
| 8.      | 22 | Juryj Astapienka Alaksandr Woranau       | Białoruś      | 20:20,96 | +1:06,34 |       |
| 9.      | 21 | Dominik Bury Maciej Staręga              | Polska        | 20:23,58 | +1:08,96 |       |
| 10.     | 25 | Jan Kostruba Ołeksij Krasowski           | Ukraina       | 20:43,11 | +1:28,49 |       |
| 11.     | 26 | Wang Qiang Mingliang Zhu                 | Chiny         | 21:01,64 | +1:47,02 |       |
| 12.     | 27 | Martin Vögeli Michael Biedermann         | Liechtenstein | 21:37,87 | +2:23,25 |       |
| 13.     | 28 | Hamza Dursun Yusuf Emre Fırat            | Turcja        | 22:02,65 | +2:48,03 |       |
| 14.     | 29 | Marko Skender Edi Dadić                  | Chorwacja     | 22:40,76 | +3:26,14 |       |

### Finał
| Miejsce | Nr | Zawodnicy                                | Państwo           | Czas     | Strata   |
| ------- | -- | ---------------------------------------- | ----------------- | -------- | -------- |
| 01 !    | 1  | Emil Iversen Johannes Høsflot Klæbo      | Norwegia          | 18:49,86 | –        |
| 02 !    | 3  | Aleksandr Bolszunow Gleb Rietiwych       | Rosja             | 18:51,74 | +1,88    |
| 03 !    | 16 | Francesco De Fabiani Federico Pellegrino | Włochy            | 18:53,89 | +4,03    |
| 4.      | 2  | Oskar Svensson Calle Halfvarsson         | Szwecja           | 18:54,59 | +4,73    |
| 5.      | 18 | Richard Jouve Lucas Chanavat             | Francja           | 18:58,99 | +9,13    |
| 6.      | 5  | Max Hauke Dominik Baldauf                | Austria           | 19:13,70 | +23,84   |
| 7.      | 17 | Iivo Niskanen Ristomatti Hakola          | Finlandia         | 19:17,38 | +27,52   |
| 8.      | 4  | Simi Hamilton Erik Bjornsen              | Stany Zjednoczone | 19:18,42 | +28,56   |
| 9.      | 24 | Miha Šimenc Janez Lampič                 | Słowenia          | 20:11,63 | +1:21,77 |
| 10.     | 8  | Evan Palmer-Charrette Len Väljas         | Kanada            | 20:30,85 | +1:40,99 |